# 多果满江红
多果满江红（学名：Azolla imbricata var. prolifera）为满江红科满江红属下的一个变种。